# 11334 Rio de Janeiro
11334 Rio de Janeiro eller 1996 HM18 är en asteroid i huvudbältet som upptäcktes den 18 april 1996 av den belgiske astronomen Eric W. Elst vid La Silla-observatoriet. Den är uppkallad efter staden Rio de Janeiro.
Den tillhör asteroidgruppen Maria.